# 丹後國風土記
《丹後國風土記》（日语：たんごのくにふどき）乃是日本奈良時代初期編纂完成、關於丹後國（今近畿地方京都府北部）的風土記。原書已散佚，故以下為佚文記述。

## 概要

### 浦島傳説
《丹後國風土記》記載，與謝郡日置里有筒川村，有一居民乃日下部首等之先祖，名曰筒川嶼子。為人姿容秀美、風流倜儻，故有「水江浦嶼子」的雅號。此故事與舊宰伊預部馬養連所記內容相同，故概略陳述其由旨。長谷朝倉宮御宇天皇（即雄略天皇）在位時，嶼子獨乘小船出海釣魚，經三日三夜不得一魚，乃得五色龜。心思奇異，置於船中即寐，忽化為婦人，貌美無比。

嶼子問曰：「這裡距離住家遙遠，海洋中也沒有人，為何妳突然出現？」婦人微笑對曰：「風流之士，獨汎蒼海。不勝近談，就乘著風雲而來。」嶼子復問曰：「風雲何處來？」婦人答曰：「我是天上仙家之人，請君勿疑，垂相談之愛。」嶼子知道是神女後，疑心一掃而光。神女曰：「賤妾之意，共天地畢，俱日月極。但是你的想法如何，妾想更進一步了解。」嶼子答曰：「我沒有拒絕的理由，妳想怎麼樣呢？」神女曰：「你應該把船調頭，前往蓬山。」嶼子答應一同出發。
 
神女讓嶼子入睡，不意之間已經抵達海中博大的島嶼，其地如敷玉，闕臺暸映，樓堂玲瓏；此番景象目未曾見、耳未曾聞。兩人攜手徐行，到一太宅之門，神女曰：「君暫且站在此處。」開門入內，即有七童子出來說：「是龜比賣之夫。」另有八童子來相迎，說曰：「是龜比賣之夫。」筒川嶼子始知神女之名為龜比賣。神女出來後，嶼子告訴她童子之事，神女曰：「七童子就是昴星，八童子就是畢星，君莫怪焉。」立刻引導嶼子進入屋內。
 
神女之父母共相迎，揖而定坐，開始說論人間、仙都之別，談議人神偶遇會面之喜。接著向嶼子推薦百品海味珍饈，兄弟姊妹等舉杯獻酬，鄰里幼女等演戲、唱歌、跳舞。歡樂的宴席勝過人間萬倍，於是不知日暮，但黃昏之時群仙侶等漸漸退散，剩下神女獨留，雙肩接袖，行夫婦之理。
 
嶼子離開人間遊歷仙都已經三年，忽起懷鄉之心，思念雙親。因此時常吟哀，日日嗟歎。神女問曰：「最近看到夫君之貌異於常時，願聞其志？」嶼子曰：「古人言：『市井凡夫懷念故土，狐狸死的時候頭也會朝著故鄉的山岳。』我本來以為都是虛談，今天才相信這是真的。」神女問曰：「君欲歸乎？」嶼子答曰：「我遠離雙親，進入神仙之界。壓抑思鄉之情，不曾輕易說出口。但是仍舊希望暫時回到故鄉，奉拜雙親。」神女拭淚歎曰：「我的心意像金石一般，希望與君結為夫婦直到永遠。為何君要眷戀故鄉，遺棄下我呢？」兩人即相攜徘徊，相談慟哀。

接著嶼子翻袂退去，兩人就此分別；神女的父母親族悲別送之，神女取一玉匣，授與嶼子謂曰：「請君勿忘賤妾之事，如果你想回頭找我的話，緊握此玉匣切勿打開。」嶼子乘上船，神女仍使之入睡，忽然回到故里筒川鄉。嶼子瞻眺村邑，人、物遷易無所由。

嶼子問鄉人曰：「水江浦嶼子之家人，今在何處？」鄉人答曰：「君是何處人，為什麼詢問古人呢？我曾聽村中耆老說：『先世有水江浦嶼子，獨遊蒼海，復不歸來。』如今已經歷經三百餘年，為何忽問此事？」嶼子一聽呆然，雖然回到故鄉，卻無法再見到父母雙親。一個月後，乃撫玉匣而感思神女。嶼子忘記了他和神女的約定，打開玉匣。忽然之間，玉匣中有芳蘭之體，乘著風雲翩飛上蒼天。違反約定的嶼子知道要再見到神女是不可能的事了，回首踟躕、咽淚徘徊。於是拭涙歌曰：

|  | 等許余蔽爾 久母多智和多留 美頭能睿能 宇良志麻能古賀 許等母知和多留 |
|  | 面向常世雲密佈著，水江浦嶼子的言詞隨風飄動 |
神女遥飛，芳音歌曰：

|  | 夜麻等蔽爾 加是布企阿義天 久母婆奈禮 所企遠理等母與 和遠和須良須奈 |
|  | 刮起的風在倭邊與雲相隔，但是不論如何請別忘記我 |
嶼子更無法止住思念神女的心情，歌曰：

|  | 古良爾古非 阿佐刀遠比良企 和我遠禮婆 等許與能波麻能 奈美能等企許由 |
|  | 思念著妳，早上打開門扉的我，於是聽見常世海岸的潮汐聲 |
後世之人追加歌曰：

|  | 美頭能睿能 宇良志麻能古賀 多麻久志義 阿氣受阿理世波 麻多母阿波麻志遠 等許余蔽爾 久母多智和多留 多由女久母波都賀米等 和禮曾加奈志企 |
|  | 假如水江浦嶼子沒打開玉匣的話，便能再度與神女相會。向著常世的方向，雲像被天空吸入般流去，我也感到如此悲傷 |

 — 前田家本《釋日本紀》第十二「浦嶋子」條

### 羽衣傳說
有8位天女降臨在丹波郡比治里的比治山頂真奈井洗浴，其中一位天女的衣物被一對膝下無子嗣、名叫喚和奈佐的老夫婦隱藏，無法歸返的天女成為他們的女兒並留居十餘年。該天女善釀能治百病之藥酒，幫助老夫婦累積不少家財。想不到老夫婦竟將天女趕出家門，後者輾轉流落至竹野郡船木里奈具村，成為鎮守奈具神社之神豐宇賀能賣命。

 — 《古事記裡書元元集》卷第七〈比治真奈井奈具社〉條

## 內部連結
- 古風土記
- 浦島太郎

## 外部連結
- （日語）「風土記逸文」～山陰道
- （日語）『丹後國風土記』「逸文」の「浦島説話」（页面存档备份，存于）